# 신문 배달

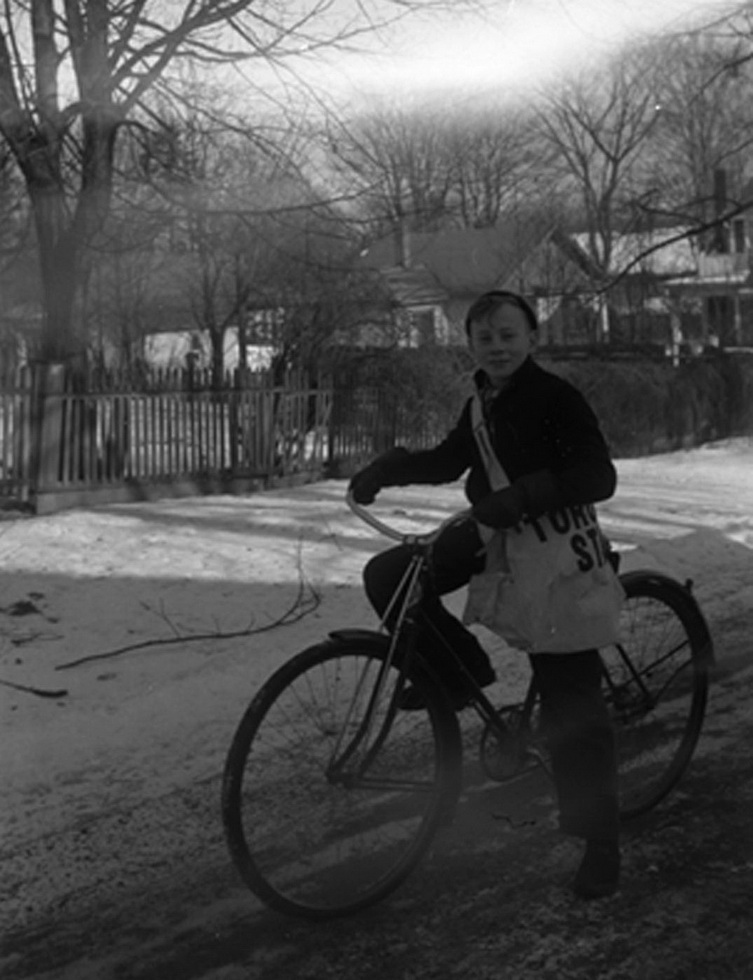
토론토 스타를 배달하는 소년 (1940년, 휫비)

신문배달(新聞配達)은 신문 판매점이 수행하는 업무 전반을 가리킨다. 업무 내용은 배달, 수금, 영업, 지역 관리, 보조 업무이지만, 일반적으로 신문배달이라고 하면, 납품만을 가리킨다. 업무에 종사하는자는 정규직, 아르바이트, 계약 사원 등으로 구성되어 있다. 기본 업무는 조간과 석간 배달로 나뉜다. 다른 돌발적인 사건이 발생했을 때 임시로 발행되는 호외를 배달하는 경우도 있다. 신문을 배달하기 전에, 신문에 광고지를 끼워 넣을 필요가있다. 이것은 신문 판매점이 업체 등과 계약 한 것으로, 신문 판매점에게는 귀중한 수입원이 되고있다. 기본적으로 전단지는 조간에 들어갈 것이지만, 석간에 넣는 경우도 있다.

## 같이 보기
- 우유 배달